# شريان أخمصي إنسي
شريان أخمصي إنسي (بالإنجليزية: Medial plantar artery)‏ والذي ينشأمن شريان ظنبوبي خلفي على مستوى القدم.

## صور

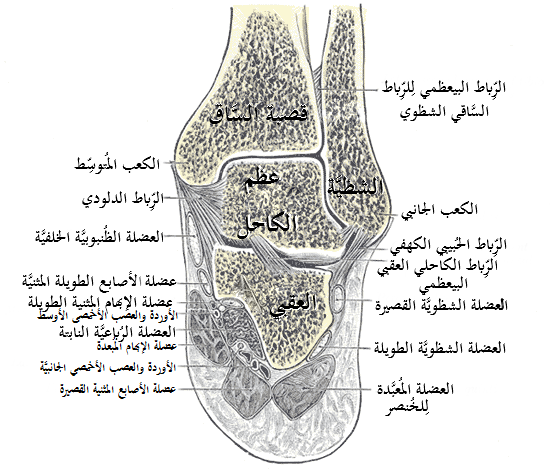
رؤية خلفية للقدم.